# Pavel Ivanovich Bodin
Pavel Ivanovich Bodin (tiếng Nga: Павел Иванович Бодин; 1900-1942) là một tướng lĩnh Hồng quân Liên Xô thời kỳ đầu Chiến tranh Vệ quốc vĩ đại, hàm Trung tướng (1941).

## Tiểu sử
Trong các tờ khai, Bodin đã viết xuất thân từ một gia đình nông dân. Theo các nhà sử học, cha ông là một viên chức, mẹ ông mới là một nông dân). Thời niên thiếu, ông theo học một trường nhỏ ở thành phố Karsun, tỉnh Simbirsk vào năm 1918. Tuổi thanh niên, ông theo học khoa cơ khí của Đại học Nizhny Novgorod, nhưng không thể hoàn thành việc học vì thiếu kinh phí.
Bodin gia nhập Hồng quân từ năm 1919. Ông đã chiến đấu trong Nội chiến Nga với tư cách là một người lính Hồng quân ở Mặt trận phía Đông, trải qua các trận chiến ở Bugulma, Ufa, Zlatoust, Chelyabinsk, Petropavlovsk và Omsk. Ông đã chiến đấu chống lại quân Bậch vệ của Đô đốc Kolchak. Năm 1920, ông được chuyển sang Sư đoàn Kỵ binh Siberia, tham gia các trận đánh chống nổi loạn ở vùng Semipalatinsk và chống lại các đôibi5e65t kích của Ataman B.V. Annenkova và tướng A.S. Bakich.
Ông tốt nghiệp trường trung đoàn năm 1921. Năm 1922, ông được bổ nhiệm làm tham mưu trưởng một trung đoàn kỵ binh trong sư đoàn kỵ binh Altai trên mặt trận Turkestan. Ông tham chiến chống lại các thủ lĩnh quân phiệt Basmachi ở Đông Bukhara, và bị thương. Ông từng hai lần được trao huân chương vì lòng dũng cảm nổi bật.
Năm 1928, ông tốt nghiệp khóa đào tạo nâng cao Kỵ binh cho các sĩ quan chỉ huy (KKUKS) ở Novocherkassk. Năm 1926-1930 - Tham mưu trưởng kiêm Chỉ huy trưởng Trung đoàn 76 Kỵ binh thuộc Sư đoàn 12 Kỵ binh (Quân khu Bắc Kavkaz). Từ năm 1932 - Tham mưu trưởng Sư đoàn 1 Kỵ binh Zaporozhye Cờ đỏ mang tên Lenin của Sư đoàn Kozak Đỏ của Đảng Cộng sản Pháp.
Năm 1935, ông tốt nghiệp Học viện Quân sự Hồng quân Frunze (1935). Từ tháng 11 năm 1936 - Tham mưu trưởng Sư đoàn kỵ binh 32 của Quân khu Kiev, từ tháng 7 năm 1938 - Cục trưởng Cục Tác chiến của Tập đoàn quân kỵ binh KOVO. Trên cương vị này, ông tham gia chiến dịch của Hồng quân ở miền Tây Ukraine vào tháng 9 năm 1939. Thành viên của CPSU (b) từ năm 1940. Tốt nghiệp Học viện Bộ Tổng Tham mưu Hồng quân (1941). Từ ngày 27 tháng 12 năm 1940, cục trưởng cục 1 của tổng hành dinh quân đoàn 26 KOVO.
Ông tham chiến trong Chiến tranh Vệ quốc Vĩ đại từ tháng 6 năm 1941. Từ ngày 29 tháng 6, ông làm Tham mưu trưởng Quân đoàn 9 Phương diện quân Nam. Từ ngày 14 tháng 10 năm 1941 - tham mưu trưởng Phương diện quân Tây Nam, và từ ngày 16 tháng 10 đến ngày 27 tháng 3 đồng thời kiêm tham mưu trưởng Bộ Tổng Tư lệnh hướng Tây Nam. Từ tháng Ba đến tháng 8 năm 1942 - Phó Tổng tham mưu trưởng Bộ Tổng tham mưu, từ tháng 4 năm 1942 kiêm nhiệm Cục trưởng Tác chiến Bộ Tổng tham mưu, tháng 6 - tháng 7 năm 1942, kiêm nhiệm đồng thời Tham mưu trưởng Phương diện quân Tây Nam (từ 27.06.1942 đến 12.07.1942) và Phương diện quân Stalingrad (từ 12 đến 23 tháng 7 năm 1942). Từ ngày 23 tháng 8 năm 1942 - Tham mưu trưởng Phương diện quân Zakavkaz.
Ông đã tham gia các trận chiến biên giới ở Moldova, trong các chiến dịch phòng thủ Tiraspol-Melitopol và Donbass-Rostov, trong các chiến dịch tấn công Rostov và Barvenkovo-Lozov, trong trận Stalingrad và trong Chiến dịch Kavkaz.
Bodin được đánh giá là người khéo léo tổ chức điều động và chỉ huy, điều khiển quân đội. Ông được đánh giá có nhiều công lao trong việc tổ chức chiến đấu của quân đội Liên Xô trong trận đánh bại Tập đoàn quân xe tăng 1 Đức của tướng Ewald von Kleist ở gần Rostov-on-Don.
Bodin hy sinh (theo các nguồn tin khác, bị thương và chết cùng ngày) ngày 2 tháng 11 năm 1942, trong chiến dịch phòng thủ Nalchik-Ordzhonikidze trong trận ném bom ở vùng ngoại ô phía đông của Ordzhonikidze. Di hài của ông được chốn cất tại Tbilisi.

## Giải thưởng
- Huân chương Lenin (13/12/1942, truy tặng)
- Huân chương Cờ đỏ (27/12/1941) [4]

## Văn chương
- А — Бюро военных комиссаров / [под общ. ред. А. А. Гречко]. — М.: Военное изд-во М-ва обороны СССР, 1976. — 637 с. — (Советская военная энциклопедия: [в 8 т.]; 1976—1980, т. 1).
- Приказы народного комиссара обороны СССР 22 июня 1941 г. —1942 г. Т. 13 (2—2). —М.
- Сталинградская битва. Июль 1942 — февраль 1943: энциклопедия / под ред. М. М. Загорулько. — 5-е изд., испр. и доп. — Волгоград: Издатель, 2012. — С. 74. — 800 с.
- Соловьев Д. Ю. Все генералы Сталина. Том 3. — М., 2019. — ISBN 9785532106444. — С.8—9.